# Against the Law (Stryper)
Against the Law è il quinto album in studio registrato e pubblicato dalla band christian metal statunitense Stryper, nel 1990.

## Tracce
1. Against the Law – 3:49
2. Two Time Woman – 3:40
3. Rock the People – 3:34
4. Two Bodies (One Mind, One Soul) – 5:17
5. Not That Kind of Guy – 3:59
6. Shining Star (Bailey, Dunn, White) – 4:22 (Earth, Wind & Fire Cover)
7. Ordinary Man – 3:51
8. Lady – 4:53
9. Caught in the Middle – 3:48
10. All for One – 4:31
11. Rock the Hell Out of You – 3:35

## Formazione
- Michael Sweet - voce, chitarra
- Robert Sweet - batteria
- Tim Gaines - basso (eccetto traccia 6), voce
- Oz Fox - chitarra, voce

### Altri musicisti
- Randy Jackson - basso (traccia 6)
- John Purdell - tastiere
- Jeff Scott Soto - voce
- Brent Jeffers - batteria, tastiere
- Tom Werman - percussioni